# August Ziegler
August Ziegler, Dr. und Ökonomierat (* 22. Oktober 1885 in Marktbreit; † 3. März 1937 in Würzburg) war ein deutscher Önologe.

## Leben
Ziegler studierte Landwirtschaft und Chemie in München. Hier schloss er sich dem Corps Saxo-Thuringia an. Er war nach dem Studium als Sachverständiger für Landwirtschaft in Togo tätig, nachdem er sich auf Pflanzenzüchtung spezialisiert hatte. 
Ab 1921 war er Leiter der Hauptstelle für Rebenzüchtung in der Bayerischen Landesanstalt für Wein- und Gartenbau Würzburg. In dieser Zeit arbeitete er entscheidend an der Veredelung der Müller-Thurgau Rebe mit und züchtete die bis heute in Franken verbreitete Rebsorte Rieslaner. 
Ziegler baute die sogenannten Rebenzuchtstellen in Franken und der Pfalz aus, die für Rebenselektion, Rebenvermehrung und Klonenprüfung zuständig waren auf.

## Veröffentlichungen
Gemeinsam mit Peter Morio: Die Rebenzüchtung in Bayern 1922, 1923 und 1927–30
Die Rebenzüchtung in Bayern 1924 und 1925 sowie 1926
Literatur: Müller, K.: Weinbaulexikon, Berlin 1930. - Benda, I.: Die Entwicklung der Rebenzüchtung in Würzburg 1912–1977. Bayer. Landw. JB 54, 3/1977, Seite 26–42.
| Personendaten    | Personendaten                      |
| ---------------- | ---------------------------------- |
| NAME             | Ziegler, August                    |
| KURZBESCHREIBUNG | deutscher Önologe und Rebenzüchter |
| GEBURTSDATUM     | 22. Oktober 1885                   |
| GEBURTSORT       | Marktbreit                         |
| STERBEDATUM      | 3. März 1937                       |
| STERBEORT        | Würzburg                           |